# 勝崎裕彦
勝崎 裕彦（かつざき ゆうげん、1946年 - ）は、日本の浄土宗僧侶、仏教学者、前大正大学学長。専門は大乗仏教菩薩思想、仏教ことわざの研究。
神奈川県生まれ。1970年大正大学仏教学部卒、76年同大学院博士課程仏教学満期退学。2011年「小品系般若経の研究」で大正大学仏教学博士。大正大学教授、2013年～2016年学長。

## 著書
- 『仏教ことわざ辞典』渓水社 1992
- 『ことわざで学ぶ仏教』日本放送出版協会・生活人新書 2009

### 共編著
- 『地獄と極楽』　監修／勝崎裕彦　表紙・本文／野沢知且　表紙画／野澤知且　本文画／中村ひろし　大道社
- 『大乗経典解説事典』下田正弘,小峰弥彦,渡辺章悟共編著 北辰堂 1997
- 『浄土宗読誦聖典 経文傍訳』第2版　高橋弘次,大谷旭雄監修 共編 四季社 1999
- 『浄土教の世界』林田康順共編 小澤憲珠監修 大正大学出版会 TU選書 2011

## 注
1. ↑  『ことわざで学ぶ仏教』著者紹介